# Key+Lia Best 2001-2010
『Key+Lia Best 2001-2010』（キープラスリア・ベストにせんいちにせんじゅう）は、Liaの2枚目のベストアルバム。2011年6月24日にKey Sounds Labelから発売された。

## 概要
2001年からの10年間の中で、Keyの麻枝准が作詞・作曲し、Liaがボーカルを担当した楽曲から計13曲を選抜・収録した総決算的な内容となっている。また、初期楽曲の一部はリアレンジ・再録が行われ、本アルバム用に書き下ろされた楽曲「pierrot」も収録。
特典としてイラストレーターのごとPによる「Karma」のイラストPVを収録したDVDが付属されている。

## 収録曲
※ 全曲 作詞・作曲：麻枝准
1. Natukage [5:55]
  - 編曲：岡部亮
  - PCゲーム『AIR』イメージソング
  - Key Sounds Labelから発売されたKey+Lia 1stシングル「Natsukage/nostalgia」収録曲
2. nostalgia [5:54]
  - 編曲：岡部亮
  - Key Sounds Labelから発売されたKey+Lia 1stシングル「Natsukage/nostalgia」収録曲
3. Birthday Song,Requiem [4:48]
  - 編曲：戸越まごめ
  - Key Sounds Labelから発売されたKey+Lia 2ndシングル「Birthday Song,Requiem」収録曲
4. 恋心 [6:34]
  - 編曲：岡部亮
  - Key Sounds Labelから発売されたKey+Lia 2ndシングル「Birthday Song,Requiem」収録曲
5. Spica (new arrange) [5:27]
  - 編曲：矢崎俊輔
  - Key Sounds Labelから発売されたKey+Lia 3rdシングル「Spica/Hanabi/Moon」収録曲のリアレンジ版
6. Hanabi (new recording) [6:36]
  - 編曲：萩原ゆう
  - Key Sounds Labelから発売されたKey+Lia 3rdシングル「Spica/Hanabi/Moon」収録曲の再録版
  - テレビアニメ『リトルバスターズ!～Refrain～』第6話エンディングテーマ
7. Karma [5:51]
  - 編曲：ANANT-GARDE EYES
  - 2ndオリジナルアルバム『dearly』収録曲
8. Soldiers [5:55]
  - 編曲：ANANT-GARDE EYES
  - 3rdオリジナルアルバム『new moon』収録曲
9. doll [4:41]
  - 編曲：ANANT-GARDE EYES
  - テレビアニメ『GUNSLINGER GIRL -IL TEATRINO-』エンディングテーマ
10. human [4:49]
  - 編曲：ANANT-GARDE EYES
  - テレビアニメ『GUNSLINGER GIRL -IL TEATRINO-』第13話エンディングテーマ
11. 時を刻む唄 [4:53]
  - 編曲：ANANT-GARDE EYES
  - テレビアニメ『CLANNAD 〜AFTER STORY〜』オープニングテーマ
12. My Soul,Your Beats! [4:35]
  - 編曲：ANANT-GARDE EYES
  - テレビアニメ『Angel Beats!』オープニングテーマ
13. pierrot [5:27]
  - 編曲：ANANT-GARDE EYES
  - 本アルバム用に書き下ろしされた新曲
14. Life is Like a Melody [5:29]
  - 編曲：戸越まごめ
  - PCゲーム『智代アフター 〜It's a Wonderful Life〜』エンディングテーマ